# Steriogram
Steriogram est un groupe de punk rock alternatif néo-zélandais, originaire d'Auckland. Leur musique se caractérise par le chant rappé et les guitares grasses, puissantes, mélange détonnant de heavy metal et de rap influencé notamment par le groupe culte AC/DC et les Foo Fighters.

## Biographie

### Débuts (1999—2005)
Le groupe est formé en juin 1999, est composée de Tyson Kennedy (chant rappé), Tim Youngson (guitare), Brad Carter (guitare/chant rock), Jared Wrennall (batterie) et Jake Adams (basse). Brad Carter et Jake Adams, deux amis de longue date provenant d’une petite ville nommée Whangarei, rencontrent Tim Youngson qui devient par la suite un guitariste du groupe à Auckland. Le groupe rencontre aussi Tyson Kennedy, qui devient leur batteur et qui aidera le groupe à adopter ce style si particulier. Le quatuor commence à se produire dans de petites salles et se fait rapidement connaître en raison de ses solides prestations sur scène.
Le premier EP du groupe, Soccerstar, est publié en 2000. Le single homonyme remporte un succès immédiat, et est retenu par l’équipe nationale de football pour une campagne publicitaire télévisée. Steriogram propose ensuite le single White Trash, en août 2001. La pièce dépasse les attentes du groupe et lui ouvre de nouvelles portes. Tyson qui joue alors de la batterie y fait une partition de rap et le clip remporte un tel succès que Tyson devient le chanteur. Le groupe demande alors à Jared Wrennall de prendre la relève aux tambours,. Steriogram ajoute également un peu de hip-hop à ses nouvelles compositions. Sur la force de ses deux premiers simples indépendants, Steriogram est invité à participer à la portion néo-zélandaise de la tournée australienne Big Day Out en 2000 et 2001. La formation décroche finalement une entente avec Capitol Records en novembre 2002. Peu de temps après, Steriogram rejoint un studio de Los Angeles avec le réalisateur David Kahne pour travailler sur un album. 
Leur premier album, Schmack!, sort à la mi-avril 2004 et rencontre un réel succès. Le groupe tourne pendant le New Zealand Music Month en mai 2005 en soutien aux groupes 48May et Goodnight Nurse. On peut noter que Walkie Talkie Man est pendant un temps le symbole de la pub pour l'iPod, et également utilisée dans le jeu de rythme Elite Beat Agents, édité sur Nintendo DS en 2006. La vidéo du single, réalisée par Michel Gondry, est nommée pour quatre MTV Music Awards. La chanson atteint la 19e place de l'UK Singles Chart.

### This Is Not the Target Market(2006—2009)
Le groupe enregistre l'album This Is Not the Target Market au York Street Studio d'Auckland, publié le 16 octobre 2006. Contrairement au premier album, il n'est pas publié sous Capitol Records. Les membres Brad Carter et Tyson Kennedy expliqueront que le groupe a quitté le label après la sortie de Schmack!. Ils décideront par la suite de publier l'album indépendamment. Le premier single de l'album s'intitule Just Like You. Rock Ridge Music publiera l'album aux États-Unis le 10 septembre 2007. Avec la sortie de This Is Not the Target Market, le groupe tourne intensément pendant l'année avec des groupes comme Rise Against et Die Ärzte.  Steriogram tournera ensuite avec Bad Religion en juin 2008.

### Nouveaux albums (depuis 2010)
Le troisième album de Steriogram, Taping the Radio, est publié le 18 septembre 2010 sur iTunes, puis physiquement en Nouvelle-Zélande le 2 novembre 2010.
Steriogram travaillera sur un film (ou « rockumentaire ») appelé  The Life and Death of Steriogram qui raconte la vie et les difficultés du groupe à maintenir le cap une fois popularisé.
Depuis 2011, les membres du groupe jouent dans d'autres projets parallèles ; Brad Carter formera NO et Pistol Youth, Tyson Kennedy lancera un produit capillaire appelé Fatboy Putty, et Jared Wrenall jouera de la batterie pour Miriam Clancy. Jared Wrenall jouera pour le groupe Dead Favours. Tyson et Jake partiront ensuite emménager à New York, et Brad à Los Angeles, en Californie, et Jared et Tim se délocaliseront à Auckland. Ils annoncent être retourné en studio d'enregistrement juin 2014.

## Membres
- Tyson Kennedy - chant (2001-2010), batterie (1999–2001)
- Brad Carter - chant (2001-2010), guitare solo (1999-2010), chant (1999–2001)
- Tim Youngson - guitare rythmique, chœurs (1999-2010)
- Jake Adams - basse, chœurs (1999-2010)
- Jared Wrennall - batterie, chœurs (2001-2010)

## Discographie

### Albums studio
- 2004 : Schmack!
- 2007 : This Is Not the Target Market
- 2010 : Taping the Radio

### EP
- 1999 : Soccerstar
- 2001 : Sing the Night Away

### Singles
- 1999 : Soccerstar
- 2001 : Sing the Night Away
- 2001 : White Trash
- 2004 : Walkie Talkie Man
- 2005 : Go
- 2005 : Tsunami
- 2005 : On and On
- 2006 : Just Like You
- 2007 : Own Way Home
- 2010 : Ready For Action

### Apparitions
- 2002 :Channel Z: The Best of Vol. 3 (Warner Music) - chanson Sing the Night Away
- 2004 : MVP Baseball 2004
- 2004 : State of the Nation: Fresh New Zealand Rock (EMI) - chanson Roadtrip